# Кирил Сосунов
Кирил Олегович Сусунов (рус. Кири́лл Оле́гович Сосуно́в; Рјазањ 1. новембар 1975) је био руски атлетичар специјалиста за скок удаљ и заслужни мајстор спорта Русије у бобу.
Дипломирао је на Факултету за физичку културу на државном педагошком универзитету у Рјазању. Користи се од стране полиције у граду Рјазањ. Ожењен је са Олга Калитурином - Почасним мајстором спорта у скоку увис.
У атлетској каријери, освајао је многе медаље, на првенству Русије, Светским првенствима на отворемон и дворани, као и Европском првенству. Учествовао је на Летњим олимпијским играма 2000. у Сиднеји и 2004. у Атини. Каријеру је завршио 2007.
Такмичио се у бобу у сезони 2005/06. изабран је као резерва у руској репрезентацији да учествује у Олимпијским играма у Торину, али је одбио из личних разлога..
Године 2007. у бобу двоседу са Јевгенијем Поповом осволио је сребрну медаљу на такмичењу у Италији за Светски куп у вожњи бобом.
Два пута победник такмичења Европског купа у бобу двоседу. У сезони 2009/10. на Европском купу вози у пару са пилотом Алексејем Горлачевим.

## Лични рекорди
на отвореном
- скок удаљ — 8,38 (1.10) — Санкт Петербург, 27/06/1998

у дворани
- скок удаљ — 8,41 — Париз,	08/03/1997